# Johann Heinrich Dräger

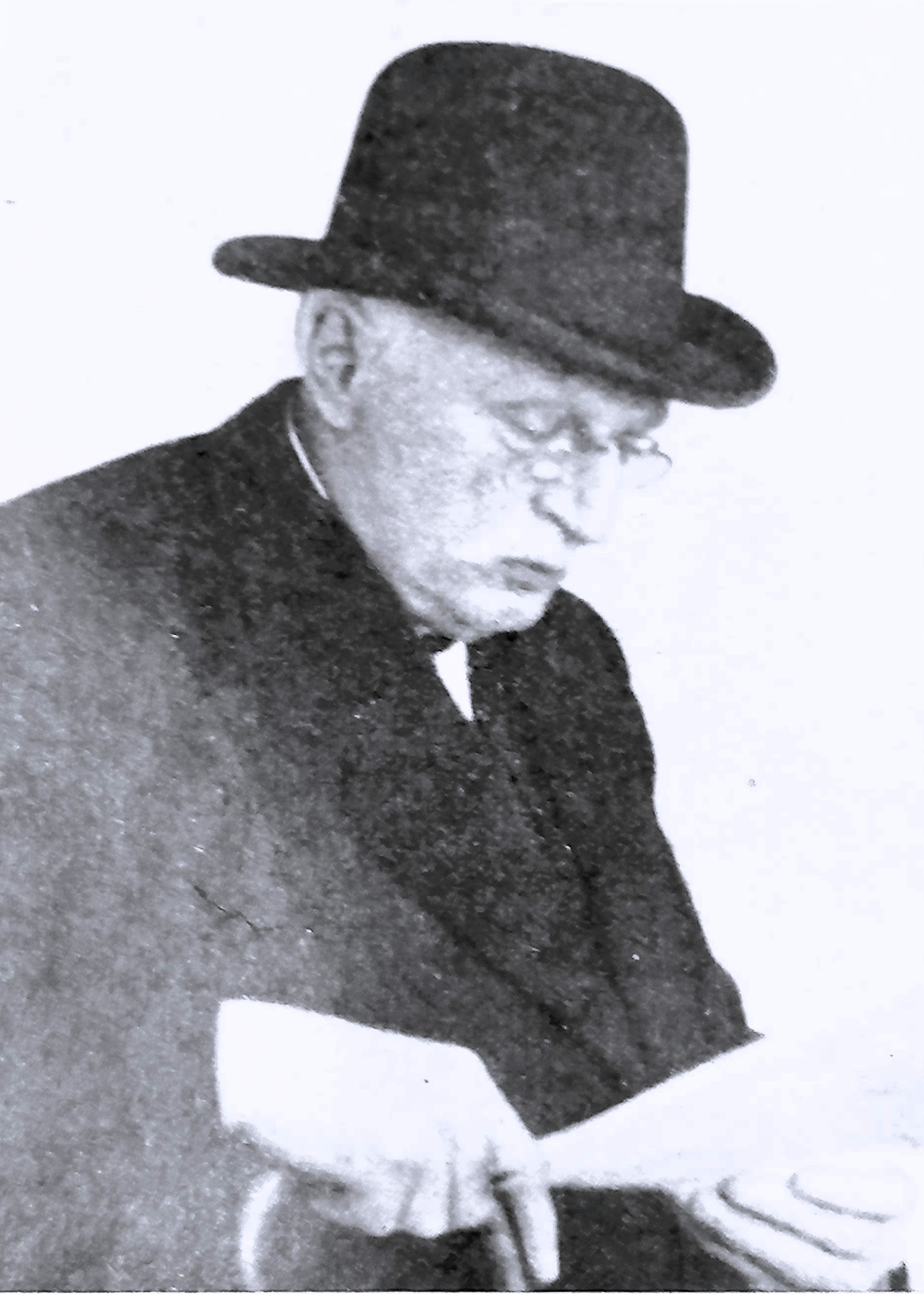
Heinrich Dräger, Seniorchef des Drägerwerks (1914)

Johann Heinrich Dräger (* 29. Juli 1847 in Kirchwerder-Howe; † 29. Mai 1917 in Lübeck) war ein deutscher Unternehmer und Gründer des Unternehmens Drägerwerk.

## Leben
Heinrich wurde als Sohn des Knechtes und Uhrmachers Ernst Friedrich Bernhard Dräger in Howe im Kirchspiel Kirchwerder geboren. Er besuchte ab 1854 die Volksschule in Kirchwerder, in der er durch ein sich früh äußerndes Technisches Talent Aufmerksamkeit erregte. Nach dem frühen Tod seines Vaters 1853 absolvierte er ab 1863 eine Uhrmacherlehre und führte anschließend die väterliche Uhrmacherwerkstatt fort, die auch eine Vertretung für Junghans umfasste. 1879 begann er mit dem Bau einer Nähmaschine sowie dem Vertrieb der US-amerikanischen Marke Singer. 1881 zog er von Howe nach Bergedorf und gründete dort einen Laden für Uhren, Nähmaschinen und optische Instrumente. Ab 1886 wurde er Vertreter des Bergedorfer Eisenwerkes für Molkereimaschinen. Seine Tochter, die Malerin Anna Dräger-Mühlenpfordt wurde 1887 geboren.
Aufmerksamkeit erregte die Fabrikation von Bierdruckapparaten. In Zusammenarbeit mit seinem 1870 in Howe geborenen Sohn Bernhard vertrieb er diese nach Abschluss seiner Lehre in größerem Maßstab. Am 1. Januar 1889 gründete der damals 42-jährige Johann Heinrich Dräger zusammen mit seinem Geschäftspartner Carl Adolf Gerling die Lübecker Firma Dräger & Gerling Firma für technische Artikel wandte er sich Druckgastechnik zu. Die Firma meldete das Lubeca-Ventil als Druckminderer als Patent an. Ein wesentliches Einsatzgebiet waren Bierzapfanlagen unter Verwendung von Druckluftflaschen, was 1891 zur Gründung der Firma Lübecker Bierdruckapparate und Armaturenfabrik H. Dräger führte, deren Alleininhaber er war. Zusammen mit seinem Sohn sowie den Geschäftspartnern Rudolf und Heinrich Thiel gründete er 1895 die Deutsche Bierfaß-Automat Gesellschaft.
In Zusammenarbeit von Vater und Sohn, die inzwischen die Herstellung von Bierdruckgeräten aufgegeben hatten, wurden für den Bekanntheitsgrad der Firma Dräger bedeutsame Entwicklungen getätigt; so war Heinrich Dräger 1907 der Erfinder der Sauerstoffwiederbelebungsmaschine Pulmotor.
Als Teil der Wandlung seines Geschäftsmodells vom Händler zum Produzenten erwarb er eine eigene Fabrikationsstätte. Mit Eintritt seines Sohnes Bernhard in die Geschäftsführung 1902 erfolgte der Namenswechsel zu „Drägerwerk Heinr. und Bernh. Dräger“, bei der er bereits 1904 einen Arbeiterausschuss zur Vertretung der Arbeitnehmerinteressen einsetzte.

## Schriften
- (Johann) Heinrich Dräger: Lebenserinnerungen, 1914 zuerst veröffentlicht im Hamburger Verlag Alfred Janssen in der Reihe "Hamburgische Hausbibliothek"
- (Johann) Heinrich Dräger: Alte Geschichten aus Vierlanden mit Tuschezeichnungen von Anna Dräger-Mühlenpfordt, 1917 veröffentlicht im Verlag Alfred Janssen, Hamburg